# フォークナー (駆逐艦・2代)
フォークナー (HMS Faulknor, H62) はイギリス海軍の駆逐艦。F級 （嚮導艦）。艦名は18世紀のイギリス海軍軍人であったロバート・フォークナーにちなむ。
フォークナーは第二次世界大戦において、北極海、北海、地中海の各戦域で広範かつ目覚ましい活躍を残したことから「艦隊で最も懸命に働いた駆逐艦」（The hardest worked destroyer in the Fleet）として知られた。最終的にフォークナーは、第二次世界大戦中のイギリス海軍艦艇において4番目に多い合計11個の戦闘名誉章（Battle Honour）を獲得した。

## 艦歴
フォークナーは1932年度計画に基づき、1933年3月17日ヤーロウ・シップビルダーズ社に発注されたが、船体はヴィッカース・アームストロング社で建造された。ウォーカー・ニューカッスル・アポン・タインの造船所で1933年7月31日に起工。1934年6月12日にレジナルド・ヘンダーソン第三海軍卿夫人により進水。「フォークナー」の名を持つ艦としては3代目であった。フォークナーは1935年5月24日に就役し、主砲などの海軍から供給される装備を除いた建造費は271,886ポンドであった。
フォークナーは本国艦隊第6駆逐艦戦隊旗艦となり、マーシャル・クラーク大佐が艦長兼戦隊司令（Captain (D)）として着任した。5月から7月にかけての慣熟訓練ののち、戦隊に配属される前にフォークナーはポーツマスへ送られ、発見された不具合の手直しを7月21日から9月21日にかけて行った。
フォークナーと戦隊の多くの駆逐艦は、アビシニア危機に伴って地中海艦隊を強化するために地中海へ展開。フォークナーは1936年7月20日まで活動した。その後フォークナーは10月3日までポーツマスにおいて改装を行った。1937年1月から3月にかけて、フォークナーは地中海に展開し、スペイン内戦における共和国軍・国民党軍双方に対する不干渉委員会による武器禁輸措置の実施に参加。それからフォークナーはビスケー湾のスペインの港へ展開し、本国へ帰還するまでの3か月間同様に活動を行った。
8月4日、フォークナーはウェサン島沖で貨物船クラン・マクファーデン（Clan MacFadyen）と衝突事故を起こし、ポーツマスで12月28日まで修理を実施した。フォークナーは1938年の最初の3か月間、地中海においてフランス海軍との共同行動に割り当てられたのち本国に帰った。第6駆逐艦戦隊は第二次世界大戦が勃発する5か月前の1939年4月に第8駆逐艦戦隊へ変更された。

### 本国近海
1939年9月、フォークナーと第8駆逐艦戦隊は本国艦隊所属となりスカパ・フローを基地とした。戦争が始まった最初の1か月、フォークナーは空母アーク・ロイヤルを中心とする対潜掃討部隊に加わった。9月14日、アーク・ロイヤルはドイツ海軍の潜水艦U-39に攻撃されたが、この攻撃は不成功に終わった。フォークナーは僚艦フォクスハウンドとファイアドレークと共に反撃を行い、アイルランド北西においてU-39を撃沈、その乗員の多くを救助した。 ヘブリディーズ諸島沖でトロール船2隻が敵潜水艦に沈められたのち、9月12日に第6駆逐艦戦隊と第8駆逐艦戦隊はこの海域の対潜掃討を命じられた。翌日、フォークナーはフォーチュンらに撃沈されたU-27の乗員20名を救助したのち、通常の護衛任務に戻った。
1か月後、フォークナーは本国艦隊の主力艦を護衛中に荒天のため損傷し、スコッツタウンで10月15日から10月18日まで修理を行った。12月4日、フォークナーに護衛されていた戦艦ネルソンがユー湖に入ろうとした際に、磁気機雷に触れて損傷した。フォークナーは更なる機雷敷設が行われた場合に備え、当面の間現地にとどまった。1940年2月、フォークナーはカナダからイギリスへ兵員輸送を行うTC3船団の護衛艦艇の1隻として参加する。翌月には、2月11日に雷撃されて沈没した貨物船オーラニア（Orania）の生存者10名を救助している。

### ノルウェーの戦い
フォークナーは1940年4月から6月にかけてノルウェーの戦いに参加、本国艦隊の艦艇を護衛した。4月12日の第二次ナルヴィク海戦後、フォークナーの艦長兼第8駆逐艦戦隊司令アンソニー・デ・サリス大佐が、ナルヴィク周辺の駆逐艦全てを指揮する再先任駆逐艦士官に任じられた。彼が命じられた任務は、オフォト・フィヨルドの哨戒を実施し、潜水艦の侵入を防ぎつつドイツ軍側の防備状況を調査することだった。フォークナーから派遣された陸戦隊は擱座したドイツの駆逐艦Z19ヘルマン・キュンネを調査し、有用な文書の捜索や船体の被害状況調査を行った。彼らは何も発見できず、逆に狙撃手によって1名が戦死した。翌日、フォークナーと駆逐艦ズールーはヘルマン・キュンネを砲撃し炎上させた。この間、時折ドイツ軍機による攻撃を受けたが影響はほとんどなかった。
4月25日、フォークナーはサウスウェールズ・ボーダラーズ第2大隊のボーゲンとレンヴィクへの上陸を支援した。その後、ナルヴィクで前進する連合軍部隊を支援するためにドイツ軍陣地へ砲撃を実施している。5月4日、フォークナーはドイツ軍機に爆撃されて沈んだポーランド海軍の駆逐艦グロムの生存者52名を救助すると共に、同艦の乗員の遺体60体超を回収した。次の日、フォークナーはロンバクス・フィヨルドのドイツ軍を砲撃中に座礁事故を起こすが、軽微な損傷に留まった。修理のため本国へ帰還する道程で、フォークナーは空荷の兵員輸送艦を護衛した。フォークナーは5月9日にスカパ・フローへ到着し、グリムズビーへ修理に向かった。

### H部隊
フォークナーの修理は6月12日に完了し、1週間後フォークナーは駆逐艦フィアレスとフォックスハウンド、そしてエスカペードと共に、H部隊を編成するためにスカパ・フローからジブラルタルへ向かう巡洋戦艦フッドと空母アーク・ロイヤルを護衛した。 7月、フォークナーはメルセルケビール海戦に参加、その後は包囲下のマルタ島へ兵員と物資を運ぶ輸送船団の護衛を行った。
フォークナーが参加した作戦には、MB8作戦、スパルティヴェント岬沖海戦を生起させたカラー作戦、MC4作戦（エクセス作戦）、サブスタンス作戦が含まれるほか、サルデーニャ島の飛行場に対する攻勢的な作戦も含まれる。1940年8月から10月にかけて、フォークナーはジブラルタルのH部隊に戻る前にダカールへの自由フランス軍の上陸（メナス作戦）を支援した。1941年6月、フォークナーはドイツの潜水艦U-138への攻撃（のち自沈）やドイツの補給船アルステルター（Alstertor）の迎撃に携わった。

### 大西洋
1941年8月、フォークナーはサウサンプトンで修理を行うためにイギリス本国へ帰還し、11月には本国艦隊の任務に加わるためスカパ・フローへ戻った。そしてフォークナーは、イギリス首相ウィンストン・チャーチルが翌12月に行われた大西洋会談に参加するために乗艦した戦艦デューク・オブ・ヨークを護衛した。

### 北極海の戦い
1942年、フォークナーは本国艦隊の艦艇と共に援ソ船団をめぐる戦いに参加する。参加した船団には、2月のPQ9とPQ10船団、3月のPQ12船団とPQ13船団、4月のPQ14船団とPQ15船団、5月のPQ16船団、そして悲惨な結果に終わったPQ17船団が含まれる。フォークナーはまた3月に戦艦ティルピッツ攻撃の試みにも参加した。
7月にフォークナーはハルの造船所で改装に入り、285型火器管制レーダーと286PQ型警戒レーダーが搭載され、X砲の4.7インチ砲架と後部魚雷発射管が3インチ高角砲に置き換えられた。
修理後にフォークナーは船団護衛任務に復帰し、9月にはPQ18船団を護衛、スピッツベルゲン南方でU-88を沈めた。10月にはイギリスへ戻るQP15船団と12月にJW51A船団をそれぞれ護衛。1943年に入っても護衛任務は続き、1月にJW52船団、2月にJW53船団、そして3月にはRA53船団に参加している。4月にフォークナーは北大西洋での船団護衛を行う第4護衛グループに配属され、HX234、SC127、ONS6、ONS182、HX239の各船団を護衛した。

### 地中海
1943年6月にフォークナーは地中海の第8駆逐艦戦隊に復帰し、シチリア島への上陸作戦であるハスキー作戦を支援するため7月5日アレキサンドリアに到着した。フォークナーはイオニア海で空母2隻、戦艦3隻、巡洋艦4隻と駆逐艦17隻からなる部隊の護衛に従事した。8月の護衛・哨戒任務後、フォークナーはイタリア本土への上陸作戦であるベイタウン作戦とアヴァランチ作戦に第4、第8、第24の各駆逐艦戦隊と共に参加。それからフォークナーは他の駆逐艦と共に、降伏した戦艦ヴィットリオ・ヴェネト以下イタリア艦隊をマルタ島からアレキサンドリアへ護送した。
その後、フォークナーは地中海東部でドデカネス諸島戦役に送られた。フォークナーは11月に作戦が放棄されるまでの間、レロス島へ兵員を輸送したほか、哨戒を行って数隻の輸送船や上陸用舟艇を沈めたり、地上砲撃を実施している。 12月にフォークナーはイタリア西岸での軍事行動を支援し、ガリリャーノ川北方に上陸（パートリッジ作戦）する第9コマンドを乗せた兵員輸送艦ロイヤル・アルスターマンとプリンセス・ベアトリクスを護衛したのち陽動砲撃を行った。1944年1月にはアンツィオの戦いに参加、上陸時の支援砲撃と対空警戒を行ったのち3月まで哨戒と護衛を行った。

### 本国近海・英仏海峡
1944年4月、フォークナーはノルマンディー上陸作戦に参加するためスカパ・フローへ帰還した。フォークナーは10隻の駆逐艦と共に東方任務部隊のJ部隊としてラ・リヴィエール西部の沿岸防衛陣地を攻撃する任務が与えられた。フォークナーは4月27日に訓練のためソレントへ向かう。
6月4日、フォークナーはノルマンディーへ向けて出港するが、作戦は24時間の延期となり呼び戻された。6月5日、フォークナーは第9掃海艇戦隊、4隻の掃海設標艇、港湾防備モーターランチ(HDML)1隻と第159BYMS戦隊の第1分隊からなるJ1船団と共に出港。6月6日、フォークナーはジュノービーチに艦砲射撃を行ったのち、弾薬補給のため同日遅くにポーツマスへ引き返した。翌7日、フォークナーに侵攻の初期段階における連合軍上陸部隊の司令官バーナード・モントゴメリー将軍が橋頭堡に彼の前線司令部を設置するため乗艦、ノルマンディーの海岸へ運んだ。フォークナーは以降、上陸地点周辺における哨戒、対空警戒そして人員輸送に従事した。6月24日には、上陸地域の視察に向かう第一海軍卿アンドルー・カニンガム、第二海軍卿アルジャーノン・ウィリス、海軍事務局長セシル・ハーコート、王璽尚書ビーヴァーブルック男爵ら要人をポーツマスからノルマンディーへ輸送。到着後フォークナーは、作戦におけるアメリカ海軍の司令官であるアラン・カーク大将の訪問を受けている間、連合国遠征軍の海軍総司令官バートラム・ラムゼー大将の旗艦となった。同日、フォークナーは乗客を送り届けるためにポーツマスへ戻った。
フォークナーは7月に任務を解かれ、修理のためにグリムズビーへ向かった。9月にドーバー海峡での支援と船団護衛任務に展開、10月にはミルフォード・ヘイヴンを拠点とする第14護衛グループに加わり、アイリッシュ海、ドーバー海峡、海峡南西口で活動した。フォークナーは12月にプリマスで第8駆逐艦戦隊に復帰、ドーバー海峡をゆく船団の護衛を行った。1945年5月8日、チャンネル諸島ガーンジー島のセント・ピーター・ポートにおいて、フォークナーは現地のドイツ軍守備隊の降伏を受け入れた。同月17日には、ドイツ海軍の掃海艇6隻と哨戒艇2隻をイギリスへ護送した。6月6日には、チャンネル諸島へ行幸する国王ジョージ6世の御召艦となった軽巡洋艦ジャマイカを護衛した。

### 退役
1945年7月にフォークナーは予備役に編入され、プリマスで保管船となる。それからフォークナーは7月25日ダートマスへ向かい退役した。フォークナーは1945年12月に廃棄リストに載り、ミルフォード・ヘイヴンでトーマス・W・ワード社の手によって解体されるため、1946年1月21日にブリティッシュ・アイアン・アンド・スチール・コーポレーション（BISCO）へ売却された。その後、フォークナーは3月にプリマスで装備品の取り外しが行われたのち、解体地へ曳航され1946年4月4日に到着した。